# Paepalanthus praedensatus
Paepalanthus praedensatus är en gräsväxtart som beskrevs av Silveira. Paepalanthus praedensatus ingår i släktet Paepalanthus och familjen Eriocaulaceae. Inga underarter finns listade i Catalogue of Life.